# Ивате (гора)
Ивате — комплекс стратовулканов горного хребта Оу в западной части префектуры префектуры Ивате, в регионе Тохоку в северной части Хонсю, Япония. Его высота составляет 2038 метров. Он включён в книгу «100 знаменитых гор Японии», составленную в 1964 году альпинистом и автором Кюей Фукадой. Гора находится на границе муниципалитетов Хатимантай, Такидзава и Сидзукуиси, к западу от столицы префектуры Мориоки. Большая часть горы находится в пределах национального парка Товада-Хатимантай.
Гора Ивате состоит из более молодого восточного симметричного стратовулкана (Хигаси-Ивате, «Восточный Ивате»), перекрывающего более старый западный стратовулкан (Ниси-Ивате, «Западный Ивате»), который рухнул, сформировав кальдеру. Ниси-Ивате был образован примерно 700 000 лет назад и образует две трети горного тела. Ниси-Ивате стал позднее (300 000 лет назад) вулканом-паразитом, который теперь образует вершину горы. Каверна размером 1,8 х 3 км Ниси-Ивате имеет овальную форму диаметром 0,5 км, частично заполненную кратерным озером, называемым Онавасиро. Несколько сомм, в том числе Якусидаке, самые крупные, окружают более поздний край кратера Хигаси-Ивате.
В течение исторического периода гора Ивате извергалась в 1686-1687 годах с пирокластической волной; однако извержение 1732 года было намного больше и привело к существенному потоку лавы на северо-восточных склонах горы. Японское правительство объявило этот поток лавы длиной в четыре километра памятником природы («поток лавы Якехасири»). Гора Ивате в значительной степени была спокойной с 1732 года, с небольшой эмиссией пара и золы в 1919 году и серией вулканических землетрясений с 1998 по 2003 год.